# Macska-barlang (Csobánka)
A Macska-barlang a Duna–Ipoly Nemzeti Parkban, a Pilis hegységben lévő Csobánkán található. Magyarország megkülönböztetetten védett barlangjai között van. Turista útikalauzokban is ismertetve van.

## Leírás
Az Országos Kéktúra kék sáv jelzéséből kiágazó kék Ω, azaz kék barlangjel jelzésű turistaúton közelíthető meg a Csobánkai-nyeregből. A Ziribár-hegy délkeleti tövében, Csobánka központjától Ny-ra kb. 1,5 km-re, a Tavasz-kunyhó mellett nyílik. A barlang helyét barlangjellel és a barlang nevének feltüntetésével jelölik a turistatérképek.
A barlang bejárata feletti hegyoldalból lefolyó csapadékvizet nyeli el, tehát időszakosan aktív víznyelőbarlangként működik. A lefolyó víz vízesésként ömlik a barlang bejáratába, majd ott irányt változtat és az addigi útjával pont ellenkező irányban ömlik a barlang további járataiba. A barlangban barit kristályok is előfordulnak, ami a hévizes barlangkeletkezés jele. Később alakult át karsztos víznyelővé. A barlang alján, a törmelék között tűnik el az időszakosan bejutó víz. A barlang feletti hegyoldal és még a barlang eleje is hárshegyi homokkőben van, de beljebb már dachsteini mészkőben alakult ki. A bejárásához engedély és barlangjáró alapfelszerelés szükséges.
Murai Éva 1976-ban említette, hogy 1965-ben denevérélőhely volt az üregrendszer. A Budapesti Denevérvédelmi Csoport 1992-től kezdte vizsgálni a denevérállományát, aminek az eredményéről 1998-ban Csanádi Dávid számolt be. Párzóhelyként és téli szállásként használják. Kevés egyedből álló, közönséges denevér kolónia található itt rendszeresen.
Dénes György szerint valószínűleg ezt a hegyoldalt említi egy 1367. évi oklevél Macskakő néven, ami arra utal, hogy a környéken vadmacska tanyázott, majd a hegyoldal miatt kapta a barlang is a macska nevet. Előfordul a barlang az irodalmában Macka jama (Koch 1871), Macka-jama (Kadić 1952), Macka lyuka (Koch 1871), Mačka jama (Bekey 1914), Macskabarlang (Thirring 1929), Macska barlang (Kadić 1920), Macska jama (Thirring 1900), Macskalyuk (Polgárdy 1941), Macskalyuk barlang (Tamás 1948), Macskalyuk-barlang (Leél-Őssy 1962), Maczka jama (Moussong 1891), Máczka szállás (Moussong 1891), a Máczka barlang név Moussong Géza szerint a Kis-kevélyi-barlang egyik neve, Mucka-loch (Bekey 1914), Muckaloch (Kadić 1952) és Muka-Loch (Thirring 1900-ban írt erről a névről, mert egy térképen hibásan így szerepelt) neveken is. 1914-ben volt először Macska-barlangnak nevezve a barlang az irodalmában, Bekey Imre Gábor írásában.

## Kutatástörténet

### 19. század
Az 1870. évi Természettudományi Közlönyben kiadott és Koch Antal által írt beszámolóban meg van említve, hogy egy évvel azelőtt Csobánkán talált egy tölcsér alakú mélyedést, amely esőben elnyeli környezetének a vizét. A barlang nevét is közlő első publikáció az 1871. évi Földtani Közlönyben lévő és Koch Antal által írt tanulmányban látott napvilágot. Koch Antal járt a barlangban. Csobánkától nyugatra, a Nagy-Ziribár felé haladva érhető el a tulajdonképi, azaz a mosott, befolyási, vagy betörési barlang, amelynek neve Macka jama (Macka lyuka). A Kowaczina és a Nagy-Ziribár között van egy szűk völgy, amely befelé folyamatosan tágul és egy nagy völgymagaslatot alkot, amely a környező hegyek vizét gyűjti össze. A völgy elején van a barlang hatalmas bejárata, amely az ide folyó vizet nagy zúgással és örvénnyel nyeli el. Ez jó az alatta elterülő szántóföldeknek, mert a sok víz elárasztaná ezeket. Alsó oligocén homokkőfalakkal egy kis medencét alkot a környezete és nagy esőzéskor teljesen kitölti a medencét a víz, amely nem tud egyszerre eltűnni a barlangban.
3° széles bejárata oligocén homokkőben van. A barlang lejtve, észak–északnyugatra halad le és egyszer magas, egyszer alacsony, de 2°-nél nem alacsonyabb és 8°-nél nem magasabb. A bejárati részen homokkő a teteje, később dachsteini mészkő a befoglaló kőzete. Körülbelül 5°-nél meredekebbé válik a lejtése és nagy sziklák nagyon megnehezítik a haladást, mert azok a víztől síkosak és ezért nehéz átmászni rajtuk. A falak állandóan csepegnek a mélyebb részen és vastag cseppkőkéreggel vannak bevonva, azonban ritkák a nagy cseppkövek. Körülbelül 20°-nyi mélyen a járat déli irányú és meredek, de csak 3°-ig lehet eljutni, ahol egy 5°-nyi függőleges akna van. A ledobott kő tovább esett és gördült, amely azt jelenti, hogy nincs itt vége a barlangnak. A barlang itt a legnagyobb, körülbelül 10° átmérőjű és körülbelül 6° magas.

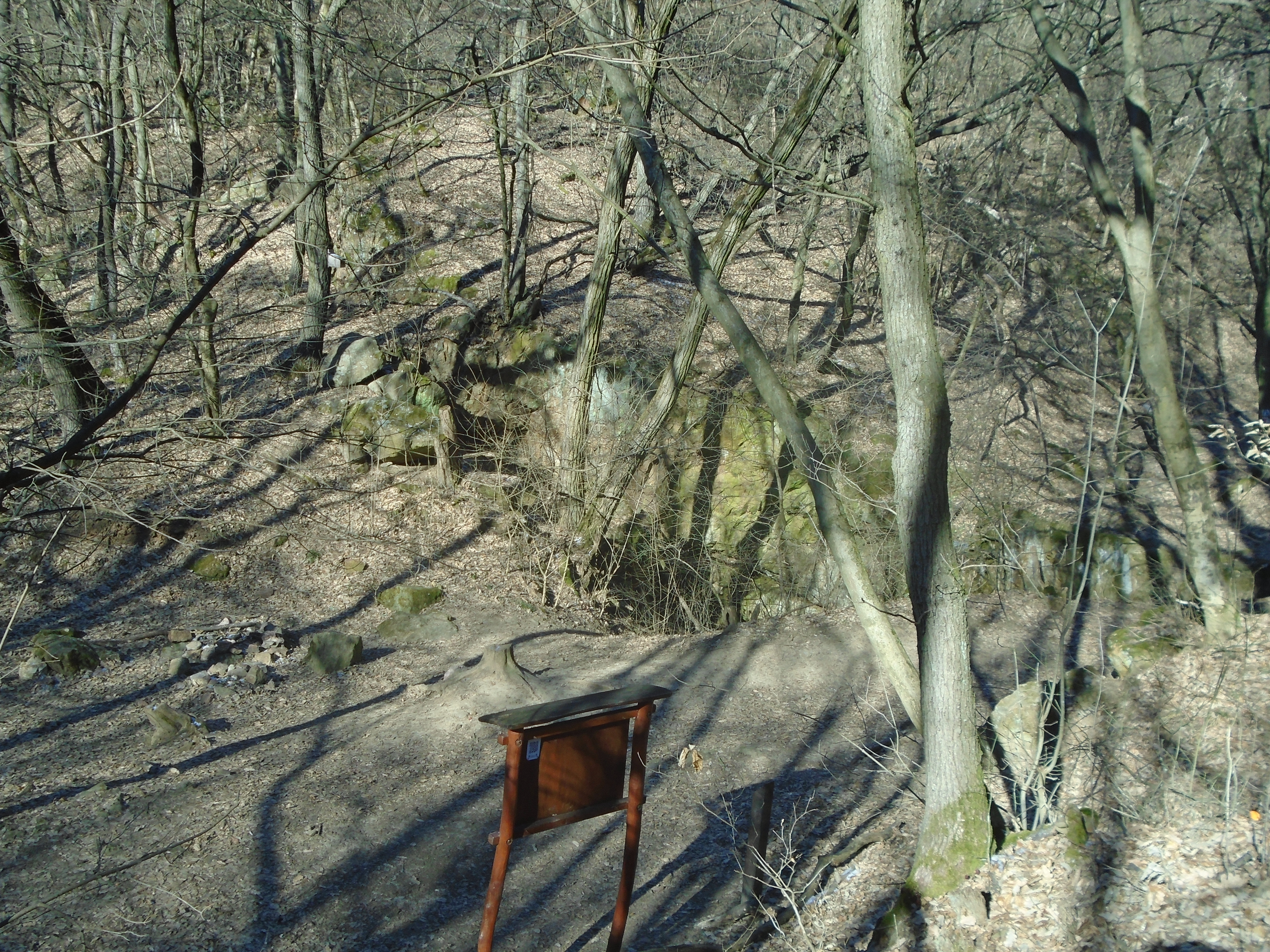
A Macska-barlang bejáratának környéke

A csobánkai kőbánya volt bérlője évekkel Koch Antal helyszíni kutatása előtt, köteleken és munkások segítségével leereszkedett 60°-nyire, de nem érte el a barlang végét. Koch Antal sajnálta, hogy a bérlő már nem él, mert a bérlő megfigyeléseit és a tapasztalatait meghallgatta volna. A barlang kialakulásának kedvezett, hogy a dachsteini mészkő rétegei nagyon töredezettek a homokkővel való érintkezési lapon és a víz könnyen utat moshatott, tágíthatott magának azok közt és így kialakulhatott a nagy méretű barlang. A sok eltűnő víz a dachsteini mészkő mélyebben elhelyezkedő rétegeinek a hasadékai között elszivárog és a völgyek alján lévő hasadékon keresztül, ahol utat talál, forrásként lát napvilágot, vagy még mélyebbre szivárog, majd egy hasadékon kipréselődve meleg forrásként tör elő.
A Magyar Királyi Földtani Intézet 1871. évi évkönyvében meg van említve, hogy a Pilis hegység egyik barlangja a Csobánkán lévő Macka jama. Schafarzik Ferenc az 1884. évi Földtani Közlönybe azt írta, hogy már Koch Antal is említette a Földtani Közlöny 1. évfolyamában, hogy Buda vidékén a dachsteini mészkő az a kőzet, amelyben gyakrabban szoktak előfordulni barlangok. Ilyeneket sorolt fel Csobánka, Solymár, Csév és Üröm vidékéről, sőt a csobánkai Macka jamaban a barlangi medve (Ursus spelaeus) csontjait is megtalálta.
A Turisták Lapja 1891. évi évfolyamában megjelent és Moussong Géza által írt cikkben az olvasható, hogy a Cziribári erdőben van a megtekintésre nagyon érdemes, nevezetes barlang, amely ritka képződmény. Az erdő magaslatáról leereszkedve, annak túlsó, délnyugati oldalán egy déli irányban húzódó árok található. Egy mélyedésig kell menni az árokban és a mélyedésben van a barlangbejárat. Bátran meg lehet kockáztatni a leszállást a barlangba, de világítóeszközök nélkül nem lehet messzire jutni. Cseppkőbarlanghoz hasonló a belseje és a víz szivárgását jól lehet hallani. A 120 m mély barlang rengeteg vizet el tud nyelni és ez jó a környék birtokosainak, mert a víz nem árasztja el birtokaikat.

### 1900–1914
Az 1900-ban megjelent és Thirring Gusztáv által írt Budapest környéke című könyvben szó van arról, hogy a Pilis hegység mészkő- és dolomithegyeiben viszonylag sok a barlang és sziklakapu, amelyek közül legnevezetesebb a csobánkai Macska jama. A Macska jama (Máczka szállás) barlang Csobánka környékének egyik legérdekesebb természeti jelensége. A barlang a Nagy-Ziribár-hegy D-i tövében, közte és a Garancs-hegy között nyílik (a térképen hibásan Muka-Loch). Az erdő magaslatáról leereszkedve, annak túlsó, DNy-i oldalán árokba lehet jutni, melyben csak esőzések után lehet vizet találni. Ez 4–5 m széles horzsolt kőlapok közt D-i irányban helyezkedik el. Az árok hirtelen véget ér egy mélyedésnél, amelybe leereszkedve lehet a Macska jama bejáratához érkezni. Koch Antal 1872-ben átkutatta a barlangot és erre vonatkozó munkájából az tudható meg, hogy a barlang bejárata 6 m széles és oligocén homokkövön van átfúrva.
6 m vastagok a homokkő táblás rétegei és 30°-os szög alatt KÉK-re dőlnek. Alatta vannak a dachsteini mészkő össze-vissza álló rétegei, melyekből alaktalan nagy tömbök hevernek szerteszét. Ezeket a víz ereje szakította ki és gurította odább. A barlang lejtősen ÉÉNy-i irányba halad lefelé, és néhány helyen magas lesz, néhány helyen pedig alacsonnyá válik, de sehol sem alacsonyabb 4 m-nél és 16 m-nél nem magasabb. Kb. 10 m-t haladva meredekebb lesz a lejtő és nagyon megnehezítik az előre jutást nagy és nedves sziklák. A szikla falai mélyebben mindig csepegnek és általában vastag cseppkőkéreggel vannak bevonva. De még ritkák nagyobb cseppkövek. Kb. 40 m mélységben a barlang iránya állandóan meredeken lejtve D-re tart, de a járat csak 6 m-ig járható, mert egy függőlegesen lefelé tartó, 10 m mély üreg állja el az utat. Itt a legnagyobb, 20 m átmérőjű és 12 m magas az üreg.
A csobánkai kőbánya egykori bérlője évekkel ezelőtt köteleken munkások segítségével még kb. 120 m-re ereszkedett le, de nem érte el a barlang alját. Víz mosta ki a barlangot. A sok víz, amelyet elnyel a barlang, valószínűleg a dachsteini mészkő mélyebben lévő rétegeinek mélyebb hasadékai között szivárog el, majd a völgy alján valahol egy hasadékon át utat talál, és azon keresztül forrásként lép a felszínre. Az is előfordulhat, hogy még mélyebbre szivárog le, annyira, hogy ideiglenes hasadékon kibuggyanva, melegforrásként tör elő. A barlang környezete kis medencét alkot, amelyet oligocén homokkőfalak vesznek körül. A medencét a víz, amely a barlangban nem tud egyszerre eltűnni, nagy esőzésekkor teljesen feltölti. A víz nagy zúgással és örvényléssel ömlik a barlangba. Ezért a barlang az alatta található szántóföldeknek valóságos áldás, mert ezeket a víz a barlang nélkül teljesen elöntené és tönkre tenné. A barlangig az út a csobánkai vendéglőtől 45 perc, Margitligettől 1 óra 10 perc.
Bekey Imre Gábor a Barlangkutatás 1914. évi évfolyamában részletesen leírta a barlangot, amely a Pest megyében található Csobánkán van. Csobánka festői szépségű vidékének egyik nagyon érdekes természeti jelensége a Macska-barlang, vagy ahogy az ottani szerbek nevezik, a Mačka jama. Valószínűleg a csobánkai szerbek adták a macska nevet a barlangnak, de hogy miért, azt nem sikerült megtudni. A környéken élő vörösvári svábok Mucka-lochnak nevezik, amely a macska szó elferdítése, nem pedig a mücken (szúnyog) szóból származik. A hegyoldalról lezúduló csapadékvizet nyeli el a barlang. A Pilis hegységben csak három ilyen víznyelő van (van egy a pilisszentkereszti Szurdokban és egy Üröm mellett).
A Macska-barlang Csobánkától 45 perc, Pilisvörösvártól 1,5 óra járásnyira, a Ziribár hegy DK-re húzódó, három részre oszló lejtős ágának középső kis és nagy ága közötti mély bevágás tövében található. Sűrű bozótos részen, jól elrejtve, kialakulóban lévő töbör 2 m mély tölcsére mögött van a barlang bejárata. A környéken élők tudják, hogy hol van, de közülük csak kevesen pillantottak be titokzatos sötét mélységébe. Ha közülük valaki félelmét leküzdve bemerészkedett a barlangba, akkor nem tudott eljutni a barlang legmélyebb részébe, mert oda alkalmas felszerelés nélkül a legügyesebb mászóképesség sem elég. A helyiek ezért nem ismerik teljesen, csak azt híresztelik, amit gazdag fantáziájuk elképzelt. Ezért nem csoda, hogy ahány ember, annyiféle felvilágosítást ad a barlang méretéről, sőt a tudósokat is tévútra vezették valótlan adatok megadásával azok, akik azt mondták, hogy teljesen átvizsgálták a barlangot. Emiatt a barlangról pontos és megbízható adatokat nem lehet találni az irodalomban.
Koch Antal a csobánkai kőbánya volt bérlőjének elbeszélése alapján azt írta a Földtani Közlöny 1872. évi (1.) évfolyamába, hogy a barlang sehol sem alacsonyabb 4 m-nél és nem magasabb 16 m-nél. Kb. 40 m mélységben a barlang meredeken lejtve állandóan D-re tart, de csak 6 m-ig lehet bejárni. A barlang alsó, 20 m átmérőjű és 12 m magas terméből a bérlő kötelek segítségével 120 m mélyre leereszkedett, de nem érte el a barlang fenekét. Ezek a valótlan adatok bekerültek Thirring Gusztáv Budapest környéke című művébe. Emiatt nagyon széles körben elterjedtek. Mindazonáltal, hogy a barlang sohasem volt ilyen mély, sőt feneketlen, már az 1913. évi Barlangkutatás 3. füzetében lévő és a bajóti Öreg-kő barlangjairól szóló cikkben is rámutatott Bekey Imre Gábor azokra a nehézségekre, amelyek sokkal kisebb mélységeknek kötélhágcsós megmászásánál is jelentkeznek. Tehát nem valószínű, hogy bárki ilyen nagy, 24 emelet mélységbe csak kötélen és lábfékezéssel lejuthat és onnan akár saját erejéből, akár külső segítséggel, csak kötél használatával megint felszínre juthasson.
A téves adatok korrigálása miatt szinte kötelességének érezte Bekey Imre Gábor, hogy az általa végzett kutatásokról és felmérésekről beszámoljon. A barlang bejárata áttöri a felszínen az oligocén homokkő réteget. A barlang folytatása a homokkő alatt fekvő dachsteini mészkőben alakult ki. A barlang bejárata aknaszerű, de 4 m mélységben a hegy felé, ÉK-i irányba kis lejtéssel csarnokszerűvé válik. A csarnok nyílása 5 m széles, magassága ugyanott 2 m, de ez néhány lépés után egy lezuhant kőtuskó közelében 1,4 m-re csökken, majd megint magasabb lesz, ezért állva lehet haladni a jobbról balra ferdén lejtő, síkos, cseppkőkéreggel bevont, vízmosta kövek között. A nyílástól mért 15 m-re a fenék padszerűen 1,5 m mélyre letörik. A barlang ezen a helyen teremszerűen bővül ki, 7 m széles és mennyezete 5 m magas. A fenék itt is jobbról balra lejt és ezen a helyen évekkel ezelőtt egész terjedelmében hatalmas, vízzuhataghoz hasonló rendkívül szép cseppkőkéreggel volt bevonva, de ezt a közeli kőbányában dolgozók vandál módon teljesen elpusztították. Ezért csak a szemközti falon figyelhető meg még ennek a kéregnek megmaradt csekély töredéke.
A szemközti aláhajló falon túl az eliszaposodott folyosó 10 m-ig terjed előre, majd két ágra válik. A barlang idáig 30 m hosszú. Az elágazásnál a jobb oldali falon középmagasságban egy kerek nyílás és egy hosszúkás nyílás láthatók. Ez utóbbi eléri a feneket. Ezek két, felfelé terjedő kéményen át egymással korrespondálnak és egy 7 m magas keskenyedő üregbe vezetnek. A bal oldali fal tövében egy nagy mélységet sejtető üreg tátong. A lebocsátott kutatólámpa egy tekintélyes méretű kupolaszerű termet világít be és 9 m mélységben ér feneket. A kiöblödödő falak miatt a leereszkedés és a feljövetel kötélhágcsóval lehetséges. Az ingó kötélhágcsón csak a nem szédülők ereszkedhetnek le a magas iszapréteggel fedett és két részből álló alsó terembe. A terem elülső része a 7 m átmérőjű és 10 m magas kerek kupolacsarnok, a hátulsó rész a K–Ny-i irányba tartó, 2,5 m magas és 5 m széles mellékcsarnok. Ennek végében a lejtőssé váló iszapos fenék tölcsérszerűen besüppedt, jelezve ezzel, hogy az ide tóduló víztömeg legnagyobb része hol tűnik el a mélyebben fekvő rétegek felé. A teremnek ebbe a részébe kötélbiztosítással ajánlott bemenni a beomlással fenyegető tölcsér miatt.
A kupolacsarnok közepén is látható egy kis víznyelőtölcsér, de ez a besodort és beszorult gallyakkal teljesen el van tömődve. Esős időben nemcsak az egész alsó kupolacsarnok a mennyezetéig, hanem még a barlang felső része is jól láthatóan több méter magasságig vízzel van borítva. A barlang bejáratán csak a felette elhelyezkedő meredek, sziklás völgyből lerohanó vizek folyhatnak be. A barlang előtt elterülő, alacsonyabb szinten lévő réteken és szántóföldeken összegyűlő csapadék nem. A barlang nagyobb vízmennyiség elvezetésére nem alkalmas, mert a beömlött víz csak napok múlva szivárog el föld alatti csatornákon keresztül. Ezért ha az előtte elterülő sík területnek nem volna más lefolyása, az ott összegyűlő vizek hetekig poshadnának. A barlang teljes hossza 36 m az alsó terem hátsó részének végéig. A tanulmány bővebb változata fel lett olvasva a Barlangkutató Szakosztály 1914. január 12-én tartott ülésén. A publikációban látható egy fekete-fehér fénykép, amelyen a barlang bejárata figyelhető meg. A fényképet Bekey Imre Gábor fényképezte.

### 1920–1948
Az 1920-ban publikált, Barcza Imre és Thirring Gusztáv által írt útikalauzban az olvasható, hogy Garancspusztáról el lehet jutni a Macskabarlang (Macskajama, Muka Loch) völgyébe, majd a völgyön, amelyben nincs út, felfelé haladva a Macskabarlanghoz. A Ziribár legkeletibb gerincnyúlványa és a sokkal rövidebb középső gerinc közötti kis völgy legmélyebb részén, sűrű bozótban elrejtve fekszik a Macska-barlang tátongó bejárata. A bejárat közelében munkáskunyhó romjai és felhagyott kőfejtő, a kis völgy oldalában pedig érdekes, 4–5 m széles kőlapok vannak. A kiadványban meg van említve, hogy a térképen lejjebb, a legdélibb gerincnyúlvány alján, tehát hibásan lett jelölve a barlang helye.
Az aknaszerű Macska-barlangnak az oligocén homokkövön keresztül fúródott a bejárata (ÉK), de csarnoka és termei a mélyebben (4 m) található dachsteini mészkő rétegeiben jöttek létre. A csarnok bejárata 5 m széles és 2 m magas, egy lezuhant kőtuskó mellett azonban 1,4 m-ig alacsonyodik, majd utána megint állva lehet haladni a jobbról balra ferdén lejtő, cseppkőkéreggel bevont, vízmosta és síkos kövek közt. A bejárattól 15 m-re a fenék 1,5 m mélyre, padszerűen letörik. A barlang itt kibővül teremszerűen, 5 m magas és 7 m széles. Jobbról balra lejt itt is a fenék és régen vízeséshez hasonló szép cseppkőkéreggel volt bevonva, melynek csak kis töredéke maradt meg a szemben lévő falon. Ezen a falon túl az eliszaposodott folyosó 10 m-re nyúlik előre, majd két ágra válik. (Idáig 30 m hosszú.) Az elágazásnál a jobb oldali falon két nyílás van, amelyek két, felfelé haladó kéményen keresztül kapcsolódnak egymáshoz és 7 m magas, keskenyedő üregbe vezetnek.
A bal fal tövében nagy mélységet sejtető nyílás ásít, melyen keresztül látni egy 9 m mélységben lévő nagy termet, ahová csak kötélhágcsón vagy kötélen lehet leereszkedni. A vastag iszapréteggel borított alsó terem elülső része egy 7 m átmérőjű és 10 m magas, kerek kupolacsarnok, hátulsó része pedig egy Ny–K-i irányban kifejlődött, 2,5 m magas és 5 m széles mellékcsarnok. Ennek végében a lejtőssé váló, iszapos fenék besüppedt tölcsérszerűen, mutatva az ideömlő víztömeg eltűnésének helyét. A teremnek ebbe a részébe az omladozó tölcsér miatt kötélbiztosítással célszerű menni. A kupolacsarnok közepén is van egy kis víznyelőtölcsér. A barlang teljes hossza 36 m. A barlangot minden bizonnyal helytelenül nevezik Mačkojama-nak, azaz macskabarlangnak. Úgy látszik, hogy az eredeti név mackójama, azaz medvebarlang. Az eredeti név c betűjére a lágyító v jel később, tévedés miatt került. A barlangtól a völgyben lefelé haladva a Ziribár erdejének D-i széle érhető el. A barlangtól szálerdőben Ny-ra felkapaszkodva a Ziribár DK-i irányú három gerince közül a középsőre lehet felmenni. Az útikalauzba bekerült a Macska barlang Bekey Imre Gábor és Mottl Mária által 1913-ban készített alaprajz térképe és hosszmetszet térképe.
Az 1920. évi Barlangkutatásban kiadott könyvismertetésben, amely a Budapest Duna-jobbparti környéke című könyvről szól, meg van említve, hogy a könyvben le van írva a Macska barlang. A könyvismertetés szerint a könyvben publikálva lett a barlang alaprajz térképe és hosszmetszet térképe. Az 1924-ben megjelent, Budapest Duna-jobbparti környéke című kiadványban meg van ismételve az 1920-ban publikált könyv Macskabarlangot bemutató része. Az 1929-ben napvilágot látott, Thirring Gusztáv szerkesztette könyvben publikálva lett megint a barlang 1913-ban készített alaprajz térképe és hosszmetszet térképe. Az 1931-ben napvilágot látott, Természetvédelem és a természeti emlékek című könyv szerint a csobánkai Macskabarlang, amely a hegyoldalról lerohanó csapadékvizet magába fogadja, turisztikailag érdekes csak.
Az 1931-ben megjelent, Bekey Imre Gábor által írt tanulmányban az szerepel, hogy a Ziribár hegy lábánál található a hatalmas Macskabarlang. A Csévi-barlang ásatása után a Pilis hegység többi barlangjában az ősember utáni kutatás már nem tűnt észszerűnek, mert pl. a Macska-barlang egy lefolyás nélküli völgy víznyelője és esőzésekkor teljesen megtelik. Ezért a barlang emberi lakóhely sohasem lehetett. Az előző turista útikalauzban fantasztikus adatokat lehetett találni, amelyek a környéken élőktől származnak, de ezeket a hibás adatokat Bekey Imre Gábor a pontos mérései alapján helyesbítette a Barlangkutatásban.
Az 1932-ben kiadott, Dudich Endre által írt könyvben meg van említve a Macska-barlang a Pilis hegység és a Visegrádi-hegység barlangjai között. A kb. 36 m hosszú víznyelőbarlang a Ziribár-hegy DK-re húzódó, három részre oszló ágának középső kis és nagy ága között lévő bevágásban található. Benne csapadékvizek tűnnek el. Az ismertetés két irodalmi mű alapján lett írva. Az 1932-ben napvilágot látott, Természetvédelem és a természeti emlékek című könyvben meg van ismételve a könyv 1931. évi kiadásának Macska-barlangot tárgyaló része.
Az 1935. évi Erdészeti Lapokban az olvasható, hogy a pilisvörösvári Garancs-hegynél, a Ziribártól K-re, az Ehleiter örökösök erdőbirtokának a csobánkai szőlőkkel érintkező határvonalán lehet a Macskabarlanghoz jutni. A barlang Csobánkától ÉNy-ra, kb. 50 éves tölgyes és cseres erdőben van. Bekey Imre Gábor kutatta át a barlangot, aki megállapította, hogy aknaszerű a barlang bejárata és a barlang 36 m hosszú. Belsejében kupolaszerű csarnok van, melynek közepén víznyelőtölcsér helyezkedik el. A környéken Tóber Samu javaslata alapján célszerű lenne kb. 10 kataszteri holdat kijelölni véderdővé.
Az 1937-ben megjelent, Szeghalmy Gyula által írt könyvben meg van említve, hogy a Garancs-hegy nyergében lévő Macska-barlang természetjárók százait vonzza magához. A 36 m hosszú barlang dachsteini mészkőben keletkezett és cseppkőkéreggel van bevonva. A kiadvány másik részében szó van arról, hogy a Ziribár DK-i gerince alatt kanyarog a Macska-völgy és ennek a Tavasz kunyhó menedékházhoz vezető útja közelében sötétlik a Macska-barlang torka. Aknaszerű a barlang. Oligocén homokkőben van 5 m széles és 2 m magas bejárata, de csarnoka és termei dachsteini mészkőben keletkeztek. Bejárata lejt, amelytől kb. 15 m-re a barlang teremszerűen kibővül és 5 m magas, illetve 7 m széles lesz. Ezen a helyen a falakon szép rózsacseppkövek voltak, de letördelték azokat a látogatók, ezért csak a nyomaik maradtak meg. A 36 m hosszú barlang megérdemli, hogy őslénytanilag és ősrégészetileg át legyen kutatva. Szeghalmy Gyuláéknak a Szopláki-ördöglyukban pihenve eszébe jutott, hogy nem a Szopláki-ördöglyuk az egyetlen barlang a környéken. Sőt, barlangok egész csoportja van errefelé (pl. a Csévi-barlang, a Klotild-barlang, a Leány-barlang, a Legény-barlang és a szántói Hosszú-hegyen a Macska-barlang).

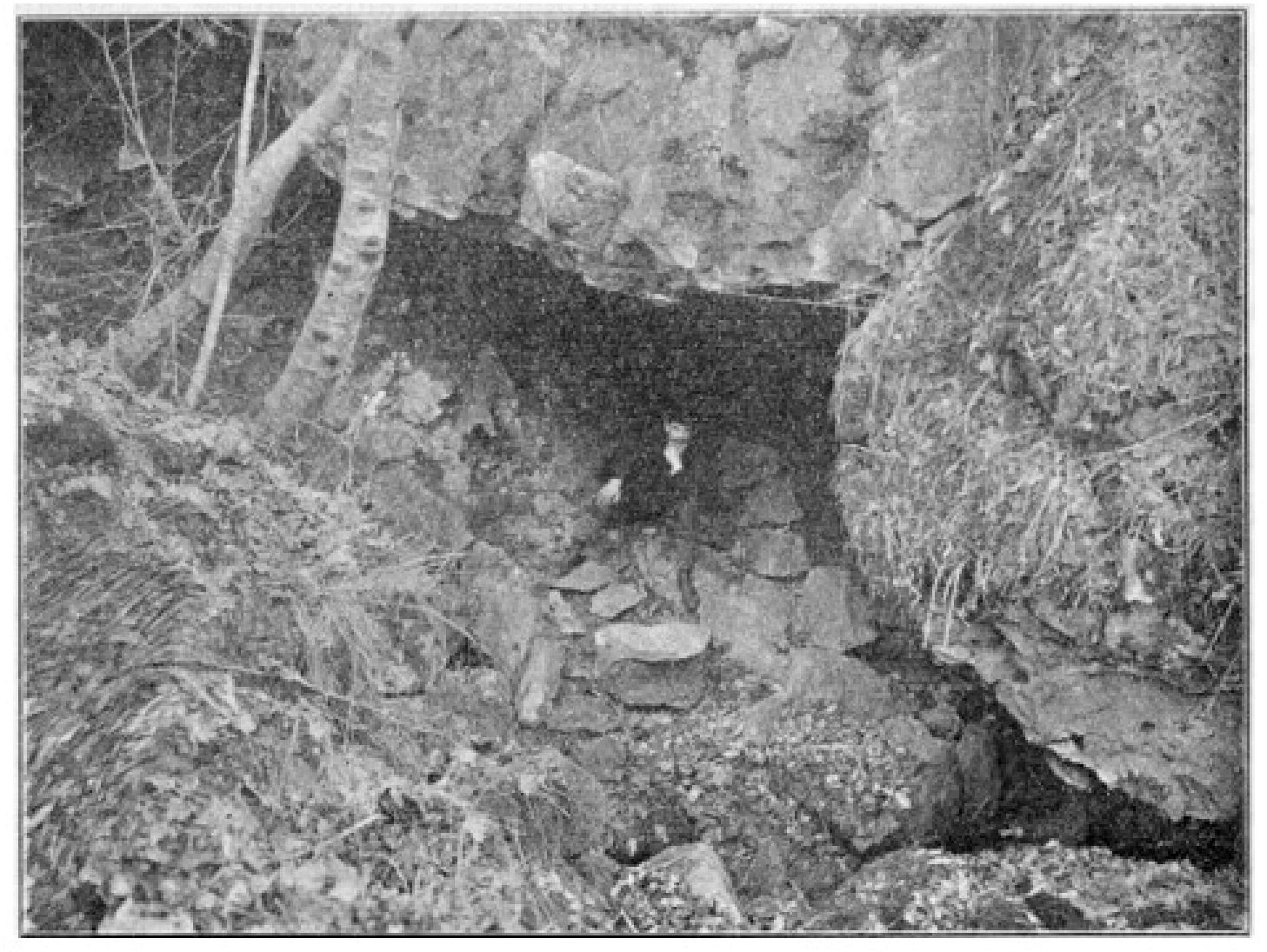
A Macska-barlang bejárata 1914-ben

A Turisták Lapja 1937. évi évfolyamában kiadott, Schőnviszky László által írt tanulmány szerint a Macska-barlang (Macka jama) Csobánka határában, a Ziribár DK-i és középső gerincnyúlványa közötti völgyben helyezkedik el. Tipikus víznyelőbarlang. A dachsteini mészkövet fedő hárshegyi homokkőben található a barlang aknaszerű bejárata. A barlang többi része dachsteini mészkőben van. A zsombolyszerű hatalmas bejárat a völgy alá visszafutó lejtős csarnokba vezet, melynek végén kb. 25 m után egy 10 m-es kürtő vezet le a barlang eliszaposodott víznyelőjéhez. Itt már szükséges kötél vagy kötélhágcsó. A barlangot először, 1871-ben Koch Antal ismertette, aki szerint a csobánkai kőbánya bérlője annak idején a víznyelő kürtőjében állítólag 60 ölnyire leereszkedett, de nem érte el a barlang alját. 1914-ben Bekey Imre Gábor a pontos vizsgálataival megcáfolta ezt a történetet.
Az 1939-ben megjelent, Jellinek János által írt A magyar természetjárás története című könyvben szó van arról, hogy 1921-ben az MKE Budai Osztály egy kis védkunyhót épített a Pilis hegységben lévő Macska-barlangnál. Az 1941-ben publikált Magyar turista lexikonban külön szócikke van a barlangnak. A kiadványban az olvasható, hogy a Macskalyuk egy kis barlang. A Macskabarlang közelében található a Tavasz kunyhó. Az Országjárás 1942. évi évfolyamában meg lett említve, hogy a Pilis hegységben körülbelül 30 barlang van és ezek között az egyik jelentős barlang a csobánkai Macska-barlang.
Az 1948. évi Hidrológiai Közlönyben az van írva, hogy a csobánkai Macskabarlang patakja időszakos. A Ziribári-medence lefolyását képviselő macska-barlangi völgy nagyon nagy esésű. Ott keletkezett ez a nagy esésű szakasz, ahol a fiatal tektonikus mozgások működtek és kiemelkedett a medencével együtt a Ziribár. A peremtörésen sok függőleges harnis van és a fedő homokkő hézagait kihasználva a Ziribári-medence lefolyását jelentő időszakos patak vize a mélybe leszivárogva jobban segítette a Macskabarlang víznyelőjének kialakulását. A Hosszú-hegy kiemelkedésével alábbszállt a Hosszú-hegyben a karsztvízszint és megszűnt a működése a Ziribári-, Hosszúhegyi-, Pilisszántói- és Szurdokvölgyi-barlangok forrássorozatának. Víznyelő barlangok kezdtek el működni helyettük, pl. a Macskabarlang, amely felszíni vízfolyás vizét vezeti a mélybe.
Az 1948-ban napvilágot látott, Szegő István által írt útikönyvben az olvasható, hogy a Macska-völgy kb. 6 m-es vízeséssel esik le a Macska-barlang bejáratához. A völgyből a vízesés előtt a letörést jobbról megkerülve egy meredek ösvényen lehet lejutni a barlang lejtősen befelé mélyülő nagy bejáratához. Különösen szép látnivaló az, amikor (bő víz idején) a vízesés a barlang felé lejtő katlanba zuhanva beömlik a barlangba és a barlang belsejében egy kb. 10 m-es falon megint vízesést hoz létre. A barlang felett, balra, kb. 60 lépésre helyezkedik el a Tavasz-kunyhó.

### 1952–1953
Kadić Ottokár 1952-ben befejezett kéziratában az van írva a Macska-barlangról (Macka-jama, Muckaloch), hogy a víznyelő üreget a környéken élők régóta ismerik, de csak elülső, könnyen hozzáférhető részét. A barlang belső, mélyebb szakaszába alig juthatott valaki, mert oda alkalmas felszerelés nélkül a legügyesebb sziklamászó sem juthatott el. Ezért mindaz, amit a lakosság e barlang méretéről mondani szokott, a valóságnak nem felel meg. Sőt, azok a közlések, amelyeket később erről a barlangról írtak, szintén tévesek. Az első szakember, aki a csobánkai barlangot megvizsgálta, Koch Antal volt. Koch Antal 1868-ban földtani felvételei kapcsán ezt a barlangot is felkereste és átvizsgálta, majd 1871. évi jelentésében leírta röviden.
1891-ben Moussong Géza az egyik cikkében turista szempontból ismerteti Csobánka vidékét és közleménye 96. oldalán szó szerint közli Koch Antalnak e barlangra vonatkozó leírását. A barlang igazi kiterjedése csak 1912 óta ismert, ekkor a barlangot Bekey Imre Gábor végig bejárta, átkutatta, felmérte és az itt szerzett tapasztalatait egy rövid publikációban ismertette. A kéziratban olvasható Bekey Imre Gábor 1914-es publikációja és Koch Antalnak az 1871. évi Földtani Közlönyben lévő Macska-barlangot bemutató leírása. A kéziratban fel van sorolva 15 irodalmi mű, amelyek foglalkoznak a barlanggal.
Az 1953. évi Földrajzi Értesítőben Láng Sándor azt írta, hogy a Ziribári-medence árkának van időszakos vízfolyása, amely a Macskabarlangban tűnik el. A Ziribár DK-i lábánál fakadó kis patak veszi fel a Macskabarlang túlfolyását. Friss vetődés lazította meg a mélyebben lévő dachsteini mészkövet és harapódzott felfelé a barlang, amelybe a Ziribári-medencét lecsapoló kis vízmosás torkollik. Tehát a tektonikus preformálás is közreműködött a barlang keletkezésében, üregeinek jelenlegi tágulása pedig a szabályos karsztosodás eredménye. Itt örvénylő mozgást végez a beömlő víz, miközben az üregeket bővíti. A Ziribári-medencének csak a macska-barlangi kijárata nagy esésű.
A Macskabarlangnak a Ziribártól K-re, a Ziribári-medence vizeit levezető kis időszakos patakmederben van a bejárata. ÉÉK-re dőlő hárshegyi homokkőben, 240 m tszf. magasságban helyezkedik el a barlangba lejtő, kb. 5 m széles és 2 m magas bejárat. Jellegzetes víznyelőbarlang. Eredetileg nem volt víznyelő kis üregrendszere, hanem dachsteini mészkőben jött létre, mint egyszerű térbeli hidrográfiai rendszer. Később átütötte a felette fekvő meglazult, vékony, harnisos hárshegyi homokkőtakarót és a patakmedret elérte. A homokkőben található lazulás és így a vízelnyelés azokkal a tektonikus mozgásokkal függhetett össze, amelyek kiemelték a hegységet. Homokkő- és mészkőtörmeléken leereszkedve először az előcsarnokba lehet jutni. A 15 m-rel beljebb található, sziklakapuhoz hasonló részét szép cseppkőréteg fedi. A cseppkőréteg legnagyobb része elpusztult a nagy hordalékmozgás következtében, amelyet katasztrofális árvizek hoznak létre. Ilyenkor a barlang a sok vizet képtelen elnyelni. A felesleges víz a Solymári-völgy felé folyik túl a barlang felett.
A cseppköves kapu előtt és ezen túl a barlang üregeit mészkőfalak veszik körül. A kapun túl következik a barlang felső terme, jobbra kis oldalággal, amely szintén a víznyelőágak találkozásában jött létre. Repedésrendszerek kioldódására lehet következtetni a járatok szélességéből. Balra fordulva, kis nyíláson keresztül 4 m-re leereszkedve lehet elérni a barlang legbelső termét. A terem kb. 6 m átmérőjű és kb. 6 m magas. Alját a finom iszap és homokkőtörmelék töltötte ki. Ezeket az időszakos kis patak hozta magával. Az üreg kitöltődése egyre jobban gyorsul. Nagy árvízkor jutnak a barlangba a magasban fennakadt gallyak. Ilyenkor megtelik vízzel a teljes barlang. Az örvénylés közben elnyelődő nagy vizek evorziójának nyoma az alsó terem mészkőfalain jól megfigyelhető. A terem sárpadlójának alján elhelyezkedő 4–5 kis nyelőlyuk gondoskodik a nyelésről. Ez a terem olyan mint egy óriási vízvezetékkagyló. Mérete valamivel kisebb, mint a Bekey Imre Gábor által 1914-ben közölt méret. Azóta fokozódott a feltöltődése.
Nagy változást okozhat a barlangban egy nagy felhőszakadás, amikor egy óra alatt 50 mm, vagy még több csapadék hull a barlang vízgyűjtő területén. A legalsó teremben ilyenkor nagyon sok iszap gyűlik össze, melyet azután nem tudnak elszállítani a lassú vizek. A Dunazug-hegyvidék egyik nagyobb víznyelőbarlangja a barlang, amely csak később lett víznyelőbarlang, eredetileg a térbeli hidrográfiai hálózat részét képezte. A 2. ábrán az Üröm és Pilisborosjenő közötti völgy kaptúráinak elhelyezkedése van bemutatva. A vázlatos rajzon jelölve van a Macska-barlang földrajzi elhelyezkedése. Az 5. ábrán a Ziribári-medence tömbszelvénye látható. A rajzon megfigyelhető a Macska-barlang földrajzi elhelyezkedése és környezetének képződményei.

### 1955–1985
Az 1955-ben kiadott, Pilis útikalauz című könyv szerint a Ziribár DK-i gerince alatt, a Tavasz-kunyhóhoz nagyon közel nyílik a Macska-barlang. A 36 m hosszú barlang bejárata a hegyet borító homokkőrétegben van és a többi járat a mélyebben található dachsteini mészkőben keletkezett. A lejtő, bejárattól induló járat szűk néhány helyen és vízmosta, mészlerakódásoktól síkos kövek fedik a járatokat. Egy padszerű letörésnél egy teremmé szélesedik a folyosó és a teremnek a lejtő fenekét cseppkőréteg borította régen. A vízeséshez hasonló cseppkőréteget a látogatók tették tönkre. Egy nedves és iszapos folyosó nyílik a teremből és a később két ágra váló folyosó nagyon szűk lesz. 1962 áprilisában Leél-Őssy Sándor vizsgálta meg az üreget, hogy a keletkezésére fény derüljön.
Az 1962-ben napvilágot látott, Jakucs László és Kessler Hubert által írt könyvben kétszintű barlangnak van leírva és meg van említve, hogy a benne lefolyó víz megjelenési helye ismeretlen. 1962-ben a Budapesti Lokomotív Barlangkutató Csoport tagjai kutatták és kis részeket tártak fel benne. Az 1964-ben kiadott, Az országos kék-túra útvonala mentén című könyvben az olvasható, hogy a környék nevezetes víznyelője 3–4,8 m³/p vizet tud folyamatosan elnyelni, a víz ismeretlen helyen bukkan elő, nem mindennapi élmény a barlangot működés közben látni és egyes források szerint 8 m mély, más mérések alapján 16 m mély, valószínűleg azért, mert vastag iszapréteg fedi a barlang alját és az iszapréteg alatt is folytatódik a barlang. A Toldi Barlangkutató Csoport 1965 novemberében kezdte el a Macska-barlang feltárását a Budapesti OSC természetjáróival együtt.
Az 1967-ben napvilágot látott, Pilis útikalauz című könyvben szó van arról, hogy Csobánkától kb. 1,5 km-re, a Ziribár-hegy DK-i tövében, a kék négyzet jelzésű turistaúton megközelíthető Tavasz kunyhó mellett van a rendkívül érdekes Macska-barlang bejárata. A barlang felett lévő hegyoldalt és még a barlang bejáratát is hárshegyi homokkő képezi, de az alatta nyíló barlang tág ürege már dachsteini mészkőben alakult ki. Az üregrendszer hidrotermális eredetére utalnak a benne bőven található baritkristályok. A hévizek által létrehozott barlangba később azonban utat találtak a hegyoldalon lefolyó csapadékvizek. Ezért a barlang később karsztos víznyelővé változott. Víznyelőbarlangként működik most is. Kb. 50 m hosszú és kb. 10 m mély. A század eleji leírások és vázlatok szerint mélyebb. Úgy tűnik, hogy azóta a beleömlő vizek által besodort törmelék és agyag nagyon feltöltötte.
A bejárattól kezdődő, lejtő, kőomladékkal borított folyosó egy lépcsős letöréssel tág teremhez kapcsolódik. A terem alján, a törmelék közt és a falak mentén tűnik el hordalékát hátrahagyva az időnként barlangba ömlő víz. A barlang folytatását megpróbálták többször feltárni bontással, de eddig jelentős eredmény nélkül. Egy patak medrében lefelé haladva egy sziklafal tövében, balra egy sötét üreg, a Macska-barlang figyelhető meg. Az eddig követett, kis metsződés vize ebben tűnik el. Kötél nélkül nem ajánlott leereszkedni, mert meredek és csúszós a talaj, a barlang pedig kb. 30–40 m mély. Hatalmas terem az alja. Komoly barlangkutató felszerelés kell bejárásához.

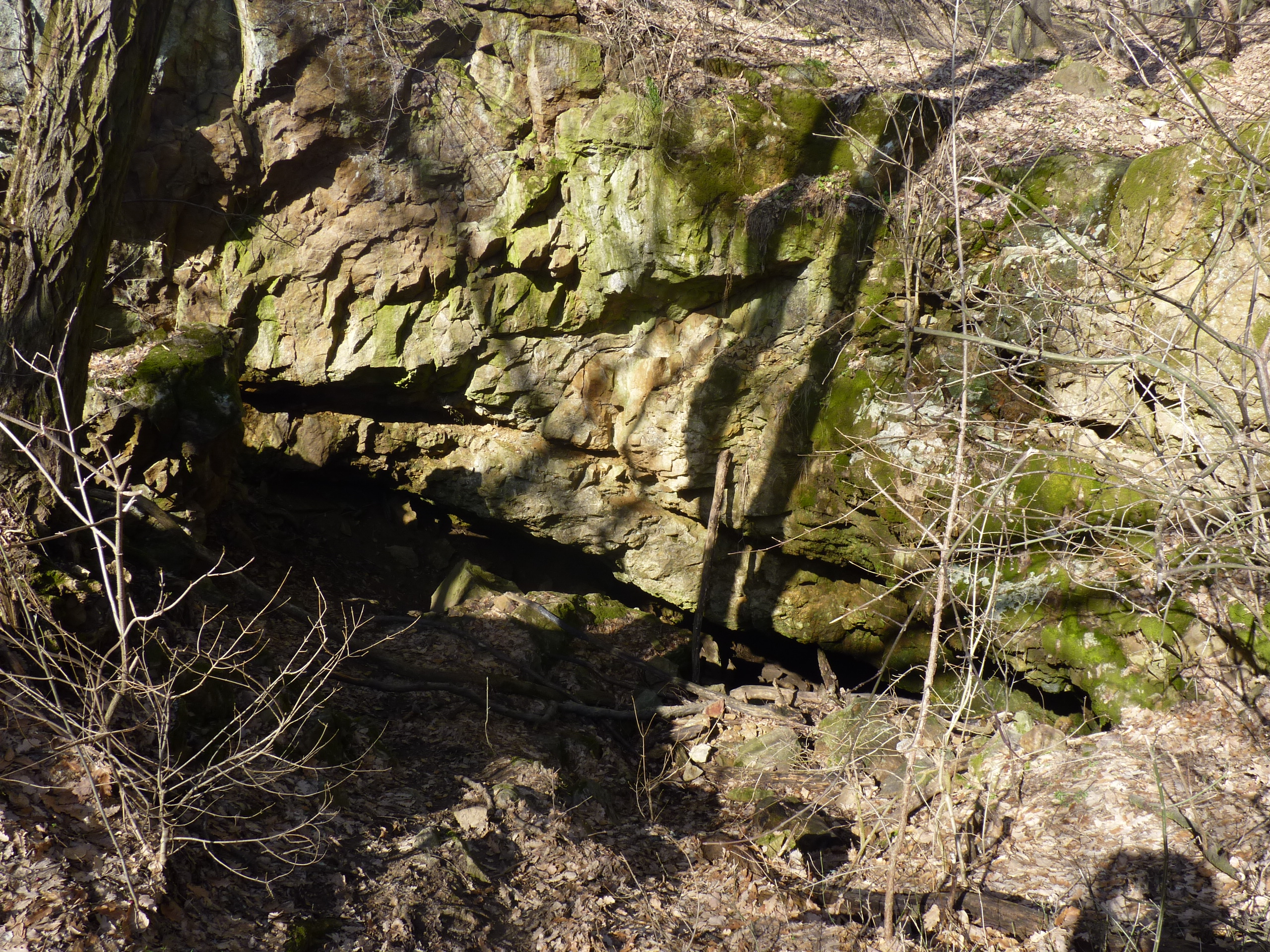
A Macska-barlang bejárata 2013-ban

1974-ben a Foton Barlangkutató Csoport elkészítette a barlang fénykép-dokumentációját. A Lóczy Lajos Barlangkutató Csoport 1974-ben dolgozott a barlangban és a környéken, valamint megrajzolta a barlang alaprajz térképét és metszet térképeit. Az 1974-ben megjelent, Pilis útikalauz című könyvben, a Pilis hegység és a Visegrádi-hegység barlangjainak jegyzékében (19–20. old.) meg van említve, hogy a Pilis hegység és a Visegrádi-hegység barlangjai között van a Macska-barlang. A Pilis hegység barlangjait leíró rész Macska-barlangról szóló leírása megegyezik az 1967-ben kiadott útikalauz Macska-barlangot bemutató leírásával. Az 1974-es kiadványban az a plusz információ, hogy a Macska-barlang közelében van a Dinó-rejtek. 1975-ben a Lóczy Lajos Barlangkutató Csoport megpróbált új részt felfedezni benne. 1976-ban vált országos jelentőségű barlanggá a 4800-as (Pilis hegység) barlangkataszteri területen lévő, csobánkai Macska-barlang.
A Bertalan Károly és Schőnviszky László által összeállított, 1976-ban megjelent Magyar barlangtani bibliográfia barlangnévmutatójában meg van említve a Pilis hegységben lévő barlang Macska-barlang néven Macka-jama névváltozattal. A barlangnévmutatóban fel van sorolva 11 irodalmi mű, amelyek foglalkoznak a barlanggal. Az 1976-ban befejezett, Magyarország barlangleltára című kéziratban az olvasható, hogy a Pilis hegységben, a Pilis-vonulatban, Csobánkán helyezkedik el a Macska barlang. Csobánkától 1,5 km-re Ny-ra, a Nagy-Ziribár DK-i lábánál, 240 m tszf. magasságban, a Tavasz kunyhó mellett van bejárata. A kőzethatáron található, időszakos víznyelőbarlang 50 m hosszú és 10 m mély. A kézirat barlangra vonatkozó része 4 irodalmi mű alapján lett írva.
Az 1983. évi Karszt és Barlangban van egy olyan ábra, amelyen a Pilis hegység Pilis hegytől Dunáig terjedő részének hossz-szelvénye látható. A rajzon megfigyelhető a terület jelentős barlangjainak földrajzi elhelyezkedése és az, hogy a barlangok mekkora tszf. magasságban helyezkednek el. Az ábrán szerepel a 245 m tszf. magasságban elhelyezkedő Macska-barlang. A barlang 50 m hosszú és 10 m mély. Az 1984-ben kiadott, Magyarország barlangjai című könyv országos barlanglistájában szerepel a Pilis hegység barlangjai között a barlang Macska-barlang néven Macka jama névváltozattal. A listához kapcsolódóan látható a Dunazug-hegység barlangjainak földrajzi elhelyezkedését bemutató 1:500 000-es méretarányú térképen a barlang földrajzi elhelyezkedése.
A Karszt Barlangkutató Csoport 1984-től kezdte el kutatni, de helyszínrajzon már 1983-ban feltüntette földrajzi elhelyezkedését. A csoport 1984-ben készítette el a barlang alaprajz térképét. 1985-ben Ligeti Miklós (a csoport tagja) rajzolta meg a barlang alaprajz térképét, a barlang fő hasadékának hosszmetszet térképét és 4 keresztmetszet térképét, illetve a barlang alsó szakaszának hosszmetszet térképét és 6 keresztmetszet térképét. A csoport 1985. évi munkájáról szóló jelentésben az van írva, hogy a Macska-barlangtól körülbelül 70–75 m-re található Dinó-rejtek a szakemberek megítélése szerint nagyon valószínű, hogy közvetlen kapcsolatban áll a Macska-barlanggal.

### 1990-től
1990-ben a Karszt Barlangkutató Csoportnak volt kutatási engedélye a barlang kutatásához. Az 1991-ben kiadott útikalauzban az van írva, hogy Csobánkától ÉNy-ra kb. 1,5 km-re, a Ziribár-hegy DK-i tövében, a kék Ω jelzésű turistaúton megközelíthető Tavasz-kunyhó mellett van a rendkívül érdekes Macska-barlang. Minden bizonnyal ezt a barlangot, valamint a barlangot magába foglaló sziklás hegyoldalt említi egy 1367. évi oklevél Macskakő néven, ami alapján feltételezhető, hogy üregében egykor vadmacska élt. A felette elterülő hegyoldal és a barlang bejárata is hárshegyi homokkőből van, de az alatta nyíló tág üreg dachsteini mészkőben képződött. Bőven vannak benne barit kristályok, melyek utalnak az üregrendszer hidrotermális keletkezésére. A hévizek által létrehozott barlangban később utat találtak a hegyoldalon lefolyó csapadékvizek, és ezért később karsztos víznyelővé fejlődött. Víznyelőbarlangként működik ma is a kb. 50 m hosszú és kb. 10 m mély barlang.
A század eleji leírások és vázlatok mélyebbnek mutatják be, úgy tűnik, hogy az azóta beleömlött vizek által besodort törmelék és agyag nagy mértékben feltöltötte. A bejárattól kezdődő, kőomladékkal borított lejtős folyosó tág teremhez kapcsolódik egy lépcsős letöréssel. A terem alján, a törmelék között és a falak mentén tűnik el hordalékát hátrahagyva a barlangba időnként ömlő víz. A barlang folytatásába többször próbáltak bejutni bontással, de eddig nem jártak számottevő eredménnyel. A Macska-barlang közelében van a Dinó-rejtek. Az országos kéktúra kék sáv jelzéséből balra kiágazó kék Ω jelzés vezet a közelben lévő Macska-barlanghoz. A barlang kb. 15 perces sétával érhető el. A barlang közelében van a Tavasz-kunyhó. Csak képzett és megfelelő felszerelésű barlangászok ereszkedjenek le a barlangba. A barlang kívülről is érdekes, mert az idelátogató kirándulóknak jellegzetes sziklaalakzatok, sziklatörések adnak érdekes látnivalót.

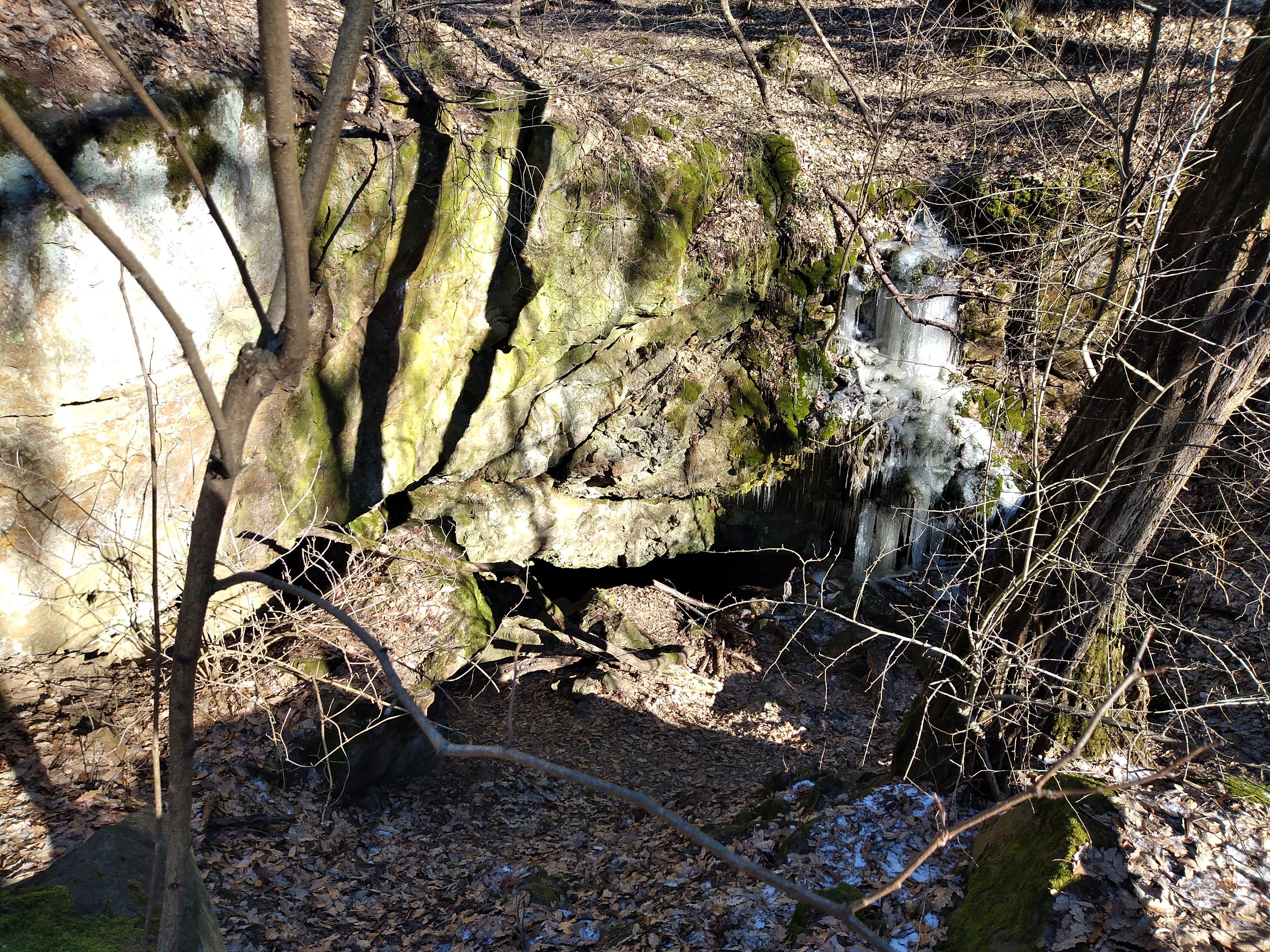
A Macska-barlang bejárata 2021-ben

A barlang legújabb térképét a Karszt Barlangkutató Csoport 1991-ben készítette el. A Kárpát József által 1991-ben írt kéziratban meg van említve, hogy a kutatás alatt álló Macska-barlang (Csobánka) 60 m hosszú és 15 m mély. A 2000. évi Karsztfejlődésben lévő tanulmányban meg van említve, hogy a Pilis hegységben jelenleg is aktív karsztosodási folyamatok zajlanak. Ezt bizonyítja pl. a Csobánka vidékén található, freatikus barlangból átalakult Macska-barlang. A tanulmányban van egy ábra, amelyen látható a Pilis hegységben található néhány barlang és édesvízi mészkő előfordulás földrajzi elhelyezkedése. Az ábrán megfigyelhető, hogy a Macska-barlang (a rajzon Macska a neve) mekkora függőleges kiterjedésű és mekkora tszf. magasságban helyezkedik el.
A 2005-ben napvilágot látott, Magyar hegyisport és turista enciklopédia című kiadványban önálló szócikke van a barlangnak. A szócikk szerint a Macska-barlang védett értéket képviselő kedvelt kirándulóhely a Pilis hegységben. A Ziribári-hegy DK-i lábánál, 235 m tszf. magasságban van a bejárata. A kék jelzésű turistaútból induló zöld jelzésű turistaút végén nyílik. 6 m széles és 2 m magas bejárata oligocén homokkőben felszakadással keletkezett. Triász mészkőben karsztvízszint alatti oldódással jött létre a barlang, amely 139 m hosszú és 24 m mély. Működik időszakos víznyelőbarlangként is. Már 1895-ben írt róla a Turisták Lapja. A Magyarországi Kárpát Egyesület tagjai, a 20. században kezdték meg a barlang feltárását, és azóta is több csoport foglalkozott az üregbe bekerült kitöltés eltávolításával.
A Tavaszkunyhó szócikkben meg van említve, hogy a Magyarországi Kárpát Egyesület Budai Osztálya a Pilis hegységben, a csobánkai Macska-barlang mellett alakított ki pihenőt. Az osztály 1921-ben, a Csobánka községháza – Macska-barlang – Tavaszkunyhó útvonalon, fehér alapon kék kereszt jelzést festett fel. Bekey Imre Gábor szócikkében meg van említve, hogy Bekey Imre Gábor bejárta és ismertette a Macska-barlangot. A Csobánka szócikkben szó van arról, hogy a Hosszú-hegy Ny-i oldalában található a Macska-barlang. A Duna–Ipoly Nemzeti Park Igazgatóság működési területén, a Pilis hegységben elhelyezkedő és 4830/9 kataszteri számú Macska-barlang, 2006. február 28-tól, a környezetvédelmi és vízügyi miniszter 8/2006. KvVM utasítása szerint, megkülönböztetett védelmet igénylő barlang. A Duna–Ipoly Nemzeti Park Igazgatóság működési területén lévő és 4830-9 kataszteri számú Macska-barlang, 2012. február 25-től, a vidékfejlesztési miniszter 4/2012. (II. 24.) VM utasítása szerint, megkülönböztetetten védett barlang.

### A barlangot kutató csoportok
- Budapest Lokomotiv Barlangkutató Csoport (1962)
- Toldi Barlangkutató Csoport (1965) – a Budapesti OSC természetjáróival együtt
- VMTE Tektonik Barlangkutató Csoport (1971, 1972)
- Lóczy Lajos Barlangkutató Csoport (1973, 1974, 1975)
- Foton Barlangkutató Csoport (1974)
- Speleo Team (1980)
- Karszt Barlangkutató Csoport (1984, 1985, 1987, 1990, 1991, 1992)
- Papp Ferenc Barlangkutató Csoport (1988)
- Budapesti Denevérvédelmi Csoport (1992? – 1998?)
- Bekey Imre Gábor Barlangkutató Csoport (1997)
- Guru Barlangkutató és Oktató Egyesület (2010–2016)

## További irodalom
- Moussong Géza: Képek a főváros környékéből. Turista Közlöny, 1895. (2. évf.) 69. old.